# Robbanás a Nyevszkij expresszen

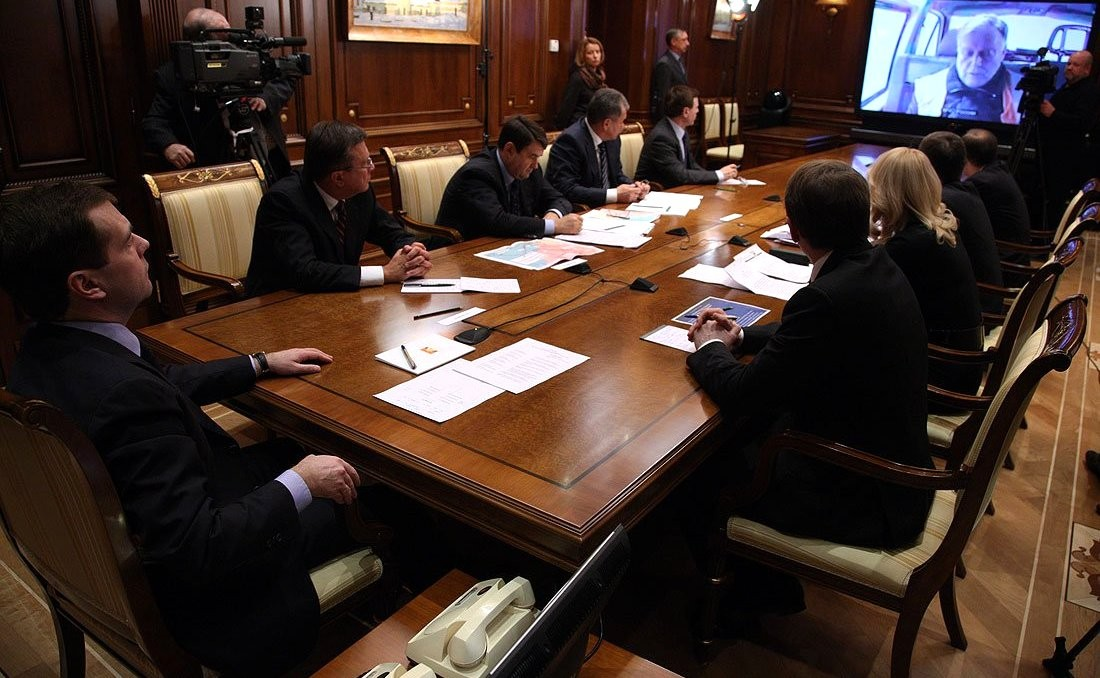
Konferencia Vlagyimir Jakunyinnal

A Nyevszkij expressz 2009. évi felrobbantása a Moszkva–Szentpétervár-vasútvonalon 2009. november 27-én, Oroszország Tveri területén, Bologoje város közelében történt. A robbantás következtében kisiklott a nagy sebességű, akkor Moszkvától nagyjából 320 km-re haladó vonat. A kisiklásra helyi idő szerint 21:34-kor (UTC szerint 18:34-kor) került sor. Hivatalos körök azt közölték, hogy 39 ember meghalt és 95 ember megsebesült, de később azt jelentették, hogy összesen 27 halálos áldozata van a balesetnek. Legfeljebb hat ember maradt fogságban a felborult kocsikban.
Először a közeli Likosino falu lakói reagáltak a történtekre. A sérültek ellátására tábori kórházat állítottak fel. Legalább 50 embert Szentpéterváron láttak el. Úgy gondolják, a kisiklás idejében 601 ember utazott a Nyevszkij expressz 13 kocsijában. A merénylet az utolsó négy kocsit érintette. A nyomozás korai fázisa arra mutatott rá, hogy a kisiklás terrorista cselekmény következtében jöhetett létre. A csattanás helyén egy méter átmérőjű kráter keletkezett.
A kormány megerősítette, hogy a balesetet terrorista támadás okozta, így a kisiklás a 2004-es repülőrobbantás óta Oroszországnak az észak-kaukázusi területen kívül történt legtöbb halálos áldozatot követelő terrorista támadása.
Az Oroszországi Vasutak elnöke, Vlagyimir Jakunyin azt mondta, szombaton helyi idő szerint 20:00 (UTC szerint 18:00) órakor egy második, kisebb bomba is felrobbant a támadás helyszínén, de ennek nincsenek sebesültjei. Jelentések szerint az első segítők megérkezését követően egy második robbanás is történt, ami arra utal, hogy terrorista támadásról van szó.
A bombát távvezérléssel hozták működésbe és valószínűleg a vizsgálóbizottság tagjainak szánták. A robbanásban Alekszandr Basztrikin, a vizsgálóbizottság elnöke és a legmagasabb rangú kormányzati helyszínelő megsérült.

## Okok
Az orosz média első jelentései arra utaltak, hogy a kisiklást elektromos hiba okozta. Azonban a szemtanúk egy „hangos csattanásról” számoltak be. Az egy méter átmérőjű kráter felfedezése után áttevődött a nyomozók figyelme, mivel a nyomozók ezután már azt feltételezték, hogy a balesetet terrorista támadás eredményezhette. November 28-án később Alekszandr Bortnyikov, a Szövetségi Biztonsági Szolgálat (FSZB) vezetője úgy tájékoztatta Medvegyev elnököt, hogy a vonat 7 kg TNT hatásával egyenértékű robbanószer felrobbanásának következtében siklott ki. A hatóságok a robbantással kapcsolatban két gyanúsítottat tartóztattak le. A hatóságok egy harmadik embert köröznek a kisiklatással kapcsolatban.
A korai jelentések még nem ugyanannak az eseménynek tulajdonították az ügyet. Míg egyes riportok szerint terrorista tevékenységgel hozzák összefüggésbe a krátert, a bűnüldöző szervek egyik munkatársa szerint a kráter csak egy gödör, amit valaki kiásott (vagy egy robbanószer hozta létre).
A baleset okai körül azonban még mindig nagy a bizonytalanság, mivel számos független szakértő még írja véleményét. Az egyik jelentés szerint a médiában elhangzottak és a technikai bizonyítékok alapján arra lehet következtetni, hogy a kisiklás 90-95%-os valószínűséggel megállapítható oka a sínek anyaghibája lehetett, mely a robbanás erejével és a vonat sebességével együtt vezethetett a sok halálos áldozatot követelő katasztrófához.
A támadásért a felelősséget a kaukázusi mudzsáhidok vállalták magukra, akik az észak-kaukázusi iszlám lázadás vezetőjének, Doku Umarovnak a parancsára cselekedtek. A támadás az orosz infrastruktúra ellen tervezett támadássorozat egyik része volt. Vlagyimir Jakunyin, az oroszországi vasutak vezetője szerint voltak hasonlóságok ezen és a két évvel korábbi támadás között, de a 2009-es robbantásért való felelősséget még meg kell erősíteni.

## Tisztviselők
A luxusvonat a kormányzati tisztviselők és a vezető orosz üzletemberek körében volt népszerű.

### Halottak
- Borisz Jevsztratyikov – a Roszrezerv vezetője[21]
- Szergej Taraszov – a Roszavtodor igazgatója[21]
- Ljudmila Muhina – a Roszribolovsztvo Tudományos Hivatalának elnökhelyettese[22]
- Natalja Karavajeva – Independent Media Sanoma Magazines, a Vedomosztyi kiadója[23]
- Anton Haleckij – Russia Today[24]

### Sérültek
- Dmitrij Gorin – a Roszrezerv elnökhelyettese[22]
- Alekszandr Posivaj – a Roszrezerv hivatalvezetője[22]

#### Második robbantás
- Alekszandr Basztrikin – a nyomozóbizottság elnöke – traumás agysérülés[25][26]

## Válasz
Medvegyev elnököt tájékoztatták a támadásról, aki ezt követően nyomozást rendelt el a Szövetségi Biztonsági Szolgálatnál, míg a vészhelyzetekért felelős miniszter a bel- és egészségügyi miniszterrel közösen válságtanácskozást tartott. Barack Obama amerikai elnök szóvivőjén keresztül kiadott egy nyilatkozatot, mely szerint mélységes szomorúságot érez a halottak és a sérültek miatt.

## Fordítás
Ez a szócikk részben vagy egészben  a(z)   2009 Nevsky Express bombing című angol Wikipédia-szócikk ezen változatának fordításán alapul.  Az eredeti cikk szerkesztőit annak laptörténete sorolja fel. Ez a jelzés csupán a megfogalmazás eredetét és a szerzői jogokat jelzi, nem szolgál a cikkben szereplő információk forrásmegjelöléseként.